# Asmalı Konak
Asmalı Konak is een Turkse soapserie die gestart is in 2002. De serie was een van de populairste dramaseries van Turkije. Er zijn 54 afleveringen van gemaakt. Tussen 22 oktober 2005 en 23 december 2006 werd de serie zaterdags aan het begin van de middag op de Nederlandse televisie uitgezonden door de NPS. In Nederland werden de afleveringen door gemiddeld zo'n 50.000 mensen bekeken.
De serie is geregisseerd door Çağan Irmak en het scenario is van Mahinur Ergun en Meral Okay.
Er bestaat ook een film die een vervolg op deze serie vormt, Asmalı Konak: Hayat, uit 2003.
Asmalı Konak betekent "de met wijnranken begroeide villa" en is de naam van het huis van de familie Karadağ. De familie Karadağ is een welgestelde familie die in een rustiek stadje in de streek Cappadocië woont. Het huis herbergt drie generaties Karadağ met hun huispersoneel. De familie bezit landerijen en een fabriek waar landbouwproducten worden verwerkt. Tijdens de eerste serie afleveringen bouwen ze samen met enkele investeerders een nieuw hotel.
Centraal in de serie staat het jonge echtpaar Seymen en Bahar, met hun liefde, verlangens en conflicten. Bahar is een kunstenares die in de grote stad is opgegroeid, terwijl Seymen uit een traditioneel ingesteld ondernemersmilieu afkomstig is. In eigenzinnigheid en koppigheid zijn ze echter aan elkaar gewaagd.
Een groot deel van de serie is opgenomen in de stad Ürgüp, waar het huis staat dat in de serie het woonhuis van de familie Karadağ is.

## Rolverdeling
| - Özcan Deniz -- Seymen Karadağ - Nurgül Yeşilçay -- Bahar Karadağ - Selda Alkor -- Sümbül Karadağ - Menderes Samancılar—Bekir Kirve - İpek Tuzcuoğlu—Dicle - Selda Özer—Dilara Karadağ - Eylem Yıldız—Zeynep Karadağ - Devrim Saltoğlu—Seyhan Karadağ - Nihal Menzil—Fatma - Ege Aydan—Yaman - Kenan Bal—Ali Hamzaoğlu - Şerif Sezer—Kader Hamzaoğlu - Yaman Tarcan—Haydar - Burak Altay—Salih - Aysun Metiner—Lale - Efsun Alper—Ayşe Melek | - Zeynep Eronat—Piraye - Canan Hoşgör—Gül Uysal - Murat Onuk—Can Uysal - Erkan Atbin—Murat Uysal - Goncagül Sunar—Hayriye - Metin Yıldırım—Memo (Mehmet) - Yeliz Özdemir—Asya - Naz Temel—Zeliş (Zeliha) - Can Kesici—Rıza - Yonca Cevher—Duygu - Taner Barlas—Süleyman - Ali Başar—Tamer Hamzaoğlu - Barış Hayta—Hakan Hamzaoğlu - Ali İpin—Kemal - Meltem Savcı—Keriman |

## Wie is wie in Asmalı Konak

### De familie Karadağ
Mahmut KaradağDe oude vader van de familie, die in de eerste aflevering in een hinderlaag wordt doodgeschoten.
Sümbül KaradağDe moeder van de familie. Sümbül is gehecht aan traditionele waarden van orde en eer en houdt graag overal een vinger in de pap. Haar zachtere kant komt naar voren bij de toenaderingspogingen van Ali Hamzaoğlu. Sümbül heeft twee zonen, Seymen en Seyhan, en twee dochters, Dilara en Zeynep.
Seymen KaradağDe oudste zoon van Sümbül en daarmee, na het overlijden van zijn vader, het hoofd van de familie. Tijdens een zakenreis naar New York ontmoet hij Bahar, die daar als schilderes werkt. Ze worden verliefd en besluiten te trouwen. Lang voordat hij Bahar leerde kennen, heeft hij eens wat gehad met het dienstmeisje Dicle, bij wie hij toen een zoon verwekt heeft, die Rıza heet.
Dilara HamzaoğluSeymens zuster. Zij was getrouwd met een man uit de familie waar de Karadağs een soort vete mee hadden. Haar man was een broer van Ali Hamzaoğlu, die later in de serie voorkomt. Na de moord op haar vader, wordt haar man door onbekenden gedood. Ze heeft ook nog een dochtertje, Zeliş. Na de moord raakt ze in een depressie, maar ze komt die geleidelijk weer te boven.
Seyhan KaradağSeymens jongere broer. Op zekere dag wordt zijn auto aangereden door de onhandige Lale. Als ze elkaar nader leren kennen worden ze verliefd en besluiten te trouwen.
Zeynep KaradağHet jongste zusje. Ze krijgt in het geheim een vriendje, Tamer Hamzaoğlu, maar deze blijkt onbetrouwbaar. Tamer probeert haar te dwingen met hem te trouwen. Haar vroegere speelkameraadje Salih, houdt veel van haar, maar denkt bij haar geen kans te maken omdat hij van lagere komaf is. Zeynep wordt door Tamer verkracht en Salih besluit met haar te trouwen om haar eer te redden, maar ook natuurlijk omdat hij van haar houdt.

### Het personeel
Bekir KirveBekir is de oude vertrouwde huisknecht van de familie Karadağ. Niet zelden werkt hij mee aan de oplossing van een crisis door op discrete wijze Seymens opdrachten uit te voeren. Zijn vrouw heet Fatma en zijn opgroeiende zoon Salih.
FatmaHuishoudster van de familie Karadağ. Zij is getrouwd met Bekir en de moeder van Salih.
DicleEen dienstmeisje van de familie Karadağ. Dicle heeft haar hart verpand aan Seymen, de vader van haar buitenechtelijke zoon Rıza. Dicle is een flapuit en haar fantasie gaat nogal eens met haar aan de loop. Ze is getrouwd met een ander lid van het personeel, Haydar, een drankzuchtige en agressieve man, die lange tijd in de gevangenis terechtkomt.
HaydarDe man van Dicle. Hij is drankzuchtig en agressief, waardoor hij in de gevangenis terechtkomt. Dicle zegt van hem af te willen.
HayriyeEen dienstmeisje van de familie Karadağ. Zij trouwt met Mehmet, die gewoonlijk Memo genoemd wordt.
Memo (Mehmet)Een bediende van de familie Karadağ. Hij trouwt met Hayriye, maar heeft weinig benul van het omgaan met vrouwen.
AsyaHet jongste dienstmeisje

### De kinderen
SalihDe zoon van Bekir en Fatma. Vanwege zijn zeer goede schoolresultaten krijgt hij de gelegenheid te studeren. Hij is erg politiek bewust en wil mensenrechtenadvocaat worden. Als kind speelde hij met zijn leeftijdgenote Zeynep, het jongste zusje van de Karadağs. Later vat hij liefde voor haar op, maar hij vreest dat het standsverschil een gezamenlijke toekomst in de weg zal staan.
Hayat KaradağHet dochtertje van Seymen en Bahar.
Zeliha HamzaoğluHet dochtertje van Dilara. Bij het begin van de serie is zij een jaar of vier en ze kan sinds de dood van haar vader niet meer praten. Als Tamer het geld voor een groep leveranciers verduisterd, wordt Zeliş ontvoerd door de mensen die zo hun eisen kracht bij willen zetten.
RızaHet buitenechtelijke kind van Dicle. Seymen is de biologische vader. Bij het begin van de serie is het kind een jaar of vijf.

### Bahar en haar familie
Bahar KaradağDe vrouw van Seymen. Bahar is opgegroeid in een vrij moderne familie in Istanboel. Ze heeft een vader en een zus (Gül). Haar moeder leeft niet meer. Om zich als kunstenares te ontwikkelen is ze naar Amerika verhuisd. Daar treft ze Seymen op wie ze verliefd wordt. Eenmaal getrouwd, voelt ze zich beknot in haar artistieke ambities, tot ze een eigen schilderatelier krijgt. Bahar en Seymen krijgen in de eerste serie een dochtertje, Hayat. Haar huwelijk ondergaat enkele zware crises, zoals wanneer ze bevriend raakt met Yaman, en later als ze hoort dat Seymen al voor hun huwelijk een buitenechtelijk kind had bij Dicle.
Gül UysalDe zus van Bahar. Zij is getrouwd met Can, met wie ze een zoontje heeft, die Murat heet. Als Can haar ontrouw is, besluit ze van hem te scheiden.
Can UysalDe echtgenoot van Gül en vader van Murat. Can is een succesvolle journalist. Als hij een affaire heeft met Bahars vriendin Duygu, strandt zijn huwelijk.
Murat UysalHet zoontje van Gül en Can.

### Lale en haar familie
LaleDe vrouw van Seyhan (Seymens broer). Haar onhandigheid is haast spreekwoordelijk. Daardoor veroorzaakt ze een aanrijding met Seyhans auto, wat tot hun kennismaking leidt. Lale en Seyhan besluiten stiekem te trouwen. Enkele afleveringen later hebben ze toch nog een groots trouwfeest.
SüleymanDe vader van Lale
KerimanDe moeder van Lale
CemLales broer

### De familie Hamzaoğlu
Ali HamzaoğluHet hoofd van de familie Hamzaoğlu, die lange tijd een slechte verstandhouding heeft met de familie Karadağ. Dat verandert echter in de loop van de serie, als Ali, die die nooit getrouwd is geweest vanwege zijn onbeantwoorde liefde voor Sümbül in hun jonge jaren, en Sümbül warme gevoelens voor elkaar krijgen, die ze echter voor hun omgeving geheim proberen te houden. Bovendien knopen de beide families een zakelijke relatie aan om het nieuwe hotel te financieren.
Kader HamzaoğluDe oudere zus van Ali, die de ontluikende relatie tussen Ali en Sümbül met lede ogen aanziet. Kader is de moeder van Tamer.
Tamer HamzaoğluDe onbetrouwbare zoon van Kader, die een heimelijke relatie met Zeynep krijgt. Hij verkracht Zeynep en probeert haar te dwingen met hem te trouwen, maar dat wil ze niet. Bovendien verduistert hij een deel van het geld dat voor de leveranciers van het hotel was bestemd.
Hakan HamzaoğluZoon van Kader en de broer van Tamer.
Osman HamzaoğluDe broer van Ali en Kader. Osman is getrouwd met Seymens zus Dilara. In een van de eerste afleveringen wordt hij doodgeschoten.

### Overigen
YamanYaman is een bouwondernemer uit Istanboel, die wordt ingeschakeld bij de bouw van het nieuwe hotel van de familie. In de eerste reeks afleveringen is hij verliefd op Bahar. Bahar vindt bij hem begrip voor haar problemen, maar beantwoordt zijn liefde niet. In de latere reeks krijgt Yaman wat met Dilara.
Ayşe MelekDe nicht van Yaman. Zij maakt deel uit van het projectteam dat het nieuwe hotel moet realiseren. Ze kan het goed vinden met Seymen, wat Bahar natuurlijk weer niet zo prettig vindt.
PirayeDe manager van het hotel van de familie. Zij koestert een wanhopige liefde voor Ali Hamzaoğlu.
SuzanEen goede vriendin van Piraye. Zij heeft een winkeltje in sieraden en dergelijke.
FıratDe commissaris van politie
DuyguEen vriendin van Bahar. Toen Bahar nog in New York woonde, deelden ze samen een appartement. Later heeft Duygu een affaire met de man van Bahars zus Gül.
KemalDe ex-man van Kader
Türkan DoğusEen naar België geëmigreerde jonge vrouw, met wie Mahmut Karadağ ooit een geheime relatie schijnt te hebben gehad.